# Tolson Memorial Museum
Tolson Memorial Museum es un museo en Huddersfield, Yorkshire del Oeste en Reino Unido. Fundado en 1922, destaca por sus colecciones de historia natural. El museo fue entregado a la ciudad por Legh Tolson en memoria de sus dos sobrinos muertos en la Primera Guerra Mundial.
Entre las colecciones notables se encuentran las del micólogo Henry Thomas Soppitt.